# Unter dayne vayse shtern
Unter dayne vayse shtern (Unter Deinen weißen Sternen) ist ein jiddisches Gedicht von Abraham Sutzkever.

## Geschichte
Unter dayne vayse shtern gilt als Sutzkevers bekannteste Ghetto-Dichtung. Das Gedicht entstand im Jahr 1943 im Wilnaer Ghetto während der Dichter die Katastrophe des Holocaust unmittelbar miterlebte. Abraham Sutzkevers Mutter, sein neugeborenes Kind sowie die Hälfte aller jüdischen Einwohner Litauens waren zu dem Zeitpunkt bereits ermordet worden.  
Das reiche kulturelle Leben der jüdischen Gemeinschaft bestand unter den Bedingungen des Ghettos und im Angesicht der Shoah trotzdem fort. Damit zeigten die Bewohner des Wilnaer Ghetto eine unglaubliche Widerstandskraft. Zum Gedicht Unter dayne vayse shtern wurde so auch eine Melodie geschrieben und es kam zu einer Aufführung im Ghetto-Theater. Gesungen wurde es dort von Zlate Katcherginsky. Die Melodie stammte von Avrom (Abraham) Brudno.
Abraham Sutzkevers Tochter gab am 13. Juni 2014 dem Yiddish Book Center ein Interview für das Wexler Oral History Project und redete auch über die Entstehung von Unter dayne vayse shtern. Sie erzählt, dass Unter dayne vayse shtern das erste Stück gewesen ist, das er im Ghetto geschrieben hat.

## Inhalt und Deutung
In Abraham Sutzkevers Dichtungen finden älteste jüdische Vorstellungen über Sprache, Literatur und Gottesebenbildlichkeit ihren Ausdruck. Nach diesem Verständnis erhebt der kreative Gebrauch der Sprache den Menschen aus dem Gefängnis des irdischen Daseins in ein geistiges Sein und ermöglicht ihm eine Annäherung an das Göttliche. Für Abraham Sutzkever war Lyrik auch ein Weg jüdische Geschichte und Traditionen angesichts der Shoa fortzuführen und zu bewahren.
Das Gedicht Unter dayne vayse shtern thematisiert die Suche nach Gottes verborgenen Antlitz. Es klingt darin ein Psalm Davids an. In der Bibel findet man ihn unter Psalm 13. Das Gedicht ist eine hingebungsvolle Anrufung Gottes in höchster Not. Doch Gott bleibt verborgen und diese scheinbar aussichtslose Suche gibt dem Gedicht seine Melancholie. Durch die lyrischen Schönheit der Sprache wird jedoch die unsägliche Not transzendiert. Der Dichter hält durch seine Anrufung die Erinnerung an die Möglichkeit einer vertrauensvollen Bindung an den Schöpfers lebendig. Dadurch wird trotz der gegenwärtigen Abwesenheit Gottes der Zweifel negiert und die Weiterführung der Beziehung zum Schöpfer bekräftigt.